# Co w trawie piszczy
Co w trawie piszczy (org. Drôles de petites bêtes) – francusko-luksemburski film animowany z 2017 roku, wyreżyserowany przez Antoona Krings i Arnauda Bouron. Film  jest adaptacją serii książek dla dzieci autorstwa Antoona Kringsa.

## Treść
Pasikonik-włóczęga imieniem Tonik (w oryginalnej wersji Apollo) trafia na łąkę, gdzie zakochuje się w królowej pszczół. Kiedy jego ukochana królowa zostaje porwana, łączy siły z innymi owadami, aby ocalić królową i całe królestwo.

## Oryginalny dubbing
- Emmanuel Curtil: pasikonik Tonik (org. Apollo)
- Anne Tilloy: Margerytka, królowa pszczół (org. Marguerite)